# 環境論
環境論（かんきょうろん）は、人文地理学の研究テーマの1つで、自然環境と人間との関係を考察する。一般に環境決定論と環境可能論の2つが挙げられる。このほか、環境認知論や環境改変の視点も扱われる。

## 環境決定論
環境決定論は、自然環境が人間活動を規定するという考え方である。1930年代までのアメリカ合衆国での地理学で広く支持されていた。環境決定論の思想の影響を受けた人物としてフリードリヒ・ラッツェルや、その弟子のエレン・センプル、エルズワース・ハンティントンが挙げられる。

## 環境可能論
環境可能論は、人間活動において、自然環境は多種の可能性を与えるという考え方である。環境決定論と比較される思想で、自然環境が人間活動を規定するという考え方を否定している。

## 環境認知論
環境認知論は、人間の環境認知が、人間活動において多種の可能性を与える自然環境からどれを選択するかを決定する、という考え方である。環境認知研究は1960年代以降に発展し、行動地理学の一分野となっていった。

## 環境改変
人間が自然環境に与える影響についても考察対象となっている。人間は生存のため、あるいは生活環境の向上を目的に自然環境を改変してきたが、現代では環境改変の影響が増大し、地球環境問題に発展している。